# Anomobryum julaceum
Anomobryum julaceum és una espècie de molsa de la família de les Briàcies, autòctona de Catalunya.

## Descripció
Molsa de mida petita (fins a 1,5 (rarament 4) centímetres d'alçària), prima (0.25–0.5 mil·límetres), un poc ramificada i de color verd clar i brillant. Els fil·lidis tenen una disposició imbricada al voltant del caulidi, fet que provoca que tingui una aparença julàcia (tiges de forma cilíndrica). Els fil·lidis presenten un nervi percurrent o excurrent, són ovats, enters, obtusos o lleugerament apiculats, còncaus. Poden presentar bulbils a les axil·les dels fil·lidis. L'esporòfit presenta una seta de fins a 2 centímetres d'alt i una càpsula periforme d'uns dos mil·límetres, que pot ser pèndula o horitzontal, amb un peristoma grog. Apareixen des de finals de primavera fins a la tardor. El coll de la càpsula és la meitat de llarg que la urna. Els fil·lodis de la base de la seta són lleugerament que la resta.

## Ecologia i distribució
Forma gespes laxes sobre sòls o roques granítiques o lleugerament bàsiques, descompostes d'indrets ombrívols, humits o propers a surgències d'aigua i rierols de l'estatge montà. És nativa d'arreu del món excepte l'Antàrtida i Sud-amèrica. Present a Catalunya i Andorra, apareix de forma rara al Pallars Sobirà, Alta Cerdanya, Ripollès, al Montseny i al Montnegre.